# Aravenian
Els Aravenian van ser una família o dinastia de nakharark a Armènia que governaven el cantó de l'Aranean d'on van prendre el seu nom. Tradicionalment són considerats una dinastia oròntida de línia hàikida, això és, una branca dinàstica descendent del mític fundador de la nació armènia, Haik, igual que la dinastia dels Zarehawànides (Zarehavanian).
El fundador de la dinastia es considera que va ser el fill petit del rei Vahagn Haykazuni d'Armènia, anomenat Aravan Haykazuni, que va regnar del 493 aC al 475 aC. Molt més tard, Ěrstom Aravenian va prendre part en els esdeveniments vinculats a la partició d'Armènia de l'any 387 entre l'Imperi Sassànida de Pèrsia i l'Imperi Romà. Apareixen a la història per darrera vegada al segle vii quan els anomena el bisbe i historiador Sebeos.